# Parathalassius blasigii
Parathalassius blasigii är en tvåvingeart som beskrevs av Josef Mik 1891. Parathalassius blasigii ingår i släktet Parathalassius och familjen styltflugor. Inga underarter finns listade i Catalogue of Life.